# Шлях (мінісеріал, 2024)
Шлях – чотирьох серійний фільм режисера Дениса Тарасова. Прем'єра серіалу відбулася 05 грудня 2024 року.

## Історія створення
Ідея фільму виникла у сценариста Марка Лимаренка та базувалася на реальній історії  «... волонтера, який у перші місяці війни займається пошуком зниклих безвісти». 

## Сюжет
Олексій від 2017 року працює у громадській організації «Шлях»,  яка провадить свою діяльність переважно на Донбасі, допомагаючи людям у пошуку та евакуації близьких з небезпечних місць.  
Напередодні повномасштабного російського вторгнення «Шлях» святкує своє семиріччя та вранці 24 лютого голова припиняє діяльність організації. Частина її працівників вже встигли виїхати за кордон, частина пішла до лав тероборони.
Олексій, вважаючи себе неспроможним вбивати зі зброєю в руках та не бажаючи виїжджати за кордон, залишається в Києві, намагаючись дізнатися чим може бути корисним.
Оскільки, завдяки наявній інформації, до «Шляху» продовжують звертатись по допомогу, він, після нетривалих коливань, вирішує повернутися до своєї справи. В прийнятті рішення та подальшій роботі йому допомагає Анна, дівчина, яка приїхала до Києва у справах батька та, через бойові дії, не має можливості повернутися додому.
Разом вони намагаються допомогти людям, чиї близькі опинилися на території, захопленій російськими військами. Проте, через жорстокість та підступність росіян, застосування ними брудних методів, не всі справи Олексія та Анни закінчуються вдало. При спробі повернути бійця з російського полону, від випадкової кулі колаборантів гине Анна, а Олексій сам потрапляє у полон, де його катують, вимагаючи зізнання у шпигунській діяльності.
Під час етапування до суду Олексію випадково вдається втекти разом із Павлом, полоненим українським бійцем, якого він мав повернути. При цьому, змінюючи свої принципи, Олексій бере зброю та вбиває офіцера ФСБ, але повернувшись має на меті продовжувати свою волонтерську діяльність, допомагаючи людям.

## Сприйняття
Аналзуючи типи героїв сучасного українського кіно, Андрій Кокотюха позитивно відмітив «дуже нетипового, а тому й наближеного до реалій головного героя» серіалу, висловлюючи також думку, що «Шлях» є чернеткою для створення … нового українського героя», який, хоча й баче мету, вважає шлях важливішим за неї.

## Номінації
У 2025 році Українською кіноакадемією серіал був відібраний до нагородження Національною кінопремією «Золота дзиґа» у категорії «Найкращий серіал». 